# Путря (страва)
Пу́тря — страва з неподрібненої ячмінної крупи.
Путрю варили, висипали у дерев'яні ночви, обсипали житнім солодовим борошном, перемішували, укладали у дерев'яну діжку, заливали водою навпіл із сирівцем (хлібним квасом) і ставили у тепле місце. Після вкисання переставляли на холод.
Споживали путрю переважно у Великий піст. Нині ця страва вийшла з ужитку.